# Jürgen Werner (Fußballspieler, 1961)
Jürgen Werner I (* 3. Dezember 1961 in Wels) ist ein ehemaliger österreichischer Fußball-Nationalspieler und aktueller Sportvorstand von FK Austria Wien. Im Anschluss an seine aktive Karriere arbeitete er als Fußballmanager und Spielervermittler. Sein ihm bis heute erhaltengebliebenes Namensanhängsel „I“ bekam er dadurch verliehen, dass er gemeinsam mit seinem prominenten Namensvetter Jürgen Werner II einen größeren Teil seiner Karriere bei VÖEST gespielt hat.

## Karriere
Jürgen Werner I kam über den SK Eintracht Wels in die österreichische 1. Division zum SK VOEST Linz, wo der Mittelfeldspieler in der Saison 1980/81 debütierte. Obwohl er mit VOEST meist in der unteren Tabellenhälfte zu finden war, 1985/86 auch ins Mittlere Play-Off musste, kam Jürgen Werner am 10. September 1986 in der EM-Qualifikation gegen Rumänien zu seinem ersten Länderspieleinsatz für die österreichische Nationalmannschaft.
Im Jahr seines Teamdebüts wurde Jürgen Werner I auch als oberösterreichischer Sportler des Jahres geehrt. Unter Branko Elsner wurde er zum Stammspieler, später aber von Josef Hickersberger für die WM-Qualifikation 1990 nicht mehr berücksichtigt. Davor hatte er unter anderem bereits in den Nachwuchsauswahlen Österreichs gespielt; unter anderem auch an der Seite von Alfred Tatar in der österreichischen Fußballolympiamannschaft. Indes musste der Mittelfeldspieler 1987/88 erneut mit VOEST in das Mittlere Play-Off, welches nach einer 0:3-Niederlage im entscheidenden Spiel gegen den SK Austria Klagenfurt mit dem Abstieg der Linzer in die 2. Division endete.
Danach stand Werner vor einem Wechsel zum spanischen Erstligisten Real Oviedo, jedoch ließ ihn der SK VOEST Linz, bei dem sein Vertrag bereits ausgelaufen war, nicht gehen, was einen Wechsel nach Spanien zunichtemachte (siehe auch Leibeigenschaft vor Bosman-Entscheidung).
Gemeinsam mit Georg Zellhofer wurde Jürgen Werner I daraufhin zum SK Sturm Graz in die Steiermark geholt. Trotz weiterer namhafter Verpflichtungen wie Walter Schachner musste auch Sturm ins Mittlere Play-Off. Jürgen Werner und Georg Zellhofer kehrten daher 1989 zurück zu VOEST, wo schließlich noch 1990/91 der Gewinn der 2. Division und der Aufstieg in die 1. Division gelang. Als Spieler kehrte Jürgen Werner I daraufhin 1992 zum SK Eintracht Wels zurück, als Manager führte er den FC Linz bis zur Fusion 1997 und kündigte anschließend an, beim neu fusionierten Verein nicht mitzumachen. Bereits davor hatte er Anfang der 1990er Jahre sein Studium in Österreich beendet und hatte noch ein halbes Jahr, als er sich in Österreich karenzieren hat lassen, in den Vereinigten Staaten gespielt. Werner war in Österreich der erste offizielle lizenzierte Fußballmanager. Bis Mitte der 2000er Jahre war Werner nebenbei noch als Amateurspieler aktiv und spielte unter anderem bei Eintracht Wels (1992–1998), der Union Weißkirchen (1998–1999), der Union Neuhofen/Krems (1999–2000), der Union Wels (2000–2001), abermals der Union Neuhofen/Krems (2001–2003) und dem ASKÖ Schwertberg (2003–2004). Speziell mit seinem einstigen Jugendverein, der Eintracht Wels, konnte er in dieser Zeit große Erfolge feiern und stieg von der Fünftklassigkeit 1992/93 in die vierte Liga, 1994/95 in die dritthöchste Fußballliga des Landes und 1996/97 sogar in die 2. Division auf.
1998 gründete Werner die Spieleragentur Stars & Friends, für die er selbst als Spielerberater tätig war. Nach Verkauf seiner Anteile im Jahr 2019 fungierte er als Vizepräsident des österreichischen Bundesligavereins LASK. Da ihm unvereinbare Paralleltätigkeiten zur Last gelegt wurden, wurde er mit einer zwölfmonatigen Funktionärssperre belegt. Im Februar 2023 wurde Werner als neuer Sportvorstand der FK Austria Wien AG präsentiert.

## Erfolge
- 1 × Meister Mittleres Playoff: 1991
- 11 Länderspiele für die österreichische Fußballnationalmannschaft von 1986 bis 1988